# Zarzuela
För andra betydelser, se Zarzuela (olika betydelser).
Zarzuela (katalanska: sarsuela) är en spansk variant av operett eller opera buffa.
Zarzuelan skapades under 1600-talet och innehåller talade dialoger, sång och orkesterackompanjemang. Namnet kommer från palatset La Zarzuela som var kungligt residens, där sedan mitten av 1600-talet anordnades Fiestas de Zarzuela. Den förste kände tonsättaren var Juan Hidalgo (1614–1685). Snart kom franska influenser med ballet de cour med populära danser som utfördes till gitarr och kastanjett, med kompositörer som Sebastián Durón (1660–1716) och Antonio de Literes (1673–1747). Under 1700-talet blev zarzuelan omodern på grund av det italienska operainflytandet. Under 1800-talet fick zarzuela en återuppväckt popularitet genom att nationell kulturell frigörelse inleddes med tonsättare som Francisco Asenjo Barbieri (1823–1894), Emilio Arrieta (1821–1894), Ruperto Chapí (1811–1909), Manuel Fernández Caballero (1835–1906) och  Tomás Bretón (1850–1923). Teatro del la Zarzuela, som bildades 1856, bidrog till renässansen.
Från 1800-talet kan zarzuelorna delas upp i två typer, som påminner om skillnaden mellan opera och operett:
- zarzuela grande - tre akter och allvarligt tema (till exempel Bretóns "La Dolores" 1895)
- género chico eller zarzuelita - en akt och oftast komedi (till exempel Bretóns "La Verbena de la Paloma" 1894)

Populära representanter under 1900-talet var bland andra Francisco Alonso (1887–1948), Federico Moreno Torroba (1891–1982), Jacinto Guerrero (1895–1951) och Ernesto Pérez Rosillo (1893–1968).